# Округ Џонсон (Тенеси)
Округ Џонсон (енгл. Johnson County) је округ у америчкој савезној држави Тенеси.

## Демографија
По попису из 2010. године број становника је 18.244, што је 745 (4,3%) становника више него 2000. године.
| Група             | 2000.          | 2010.          |
| Белци             | 16.761 (95,8%) | 17.373 (95,2%) |
| Афроамериканци    | 424 (2,4%)     | 378 (2,1%)     |
| Азијати           | 21 (0,1%)      | 35 (0,2%)      |
| Хиспаноамериканци | 150 (0,9%)     | 269 (1,5%)     |
| Укупно            | 17.499         | 18.244         |